# 마두라 해협

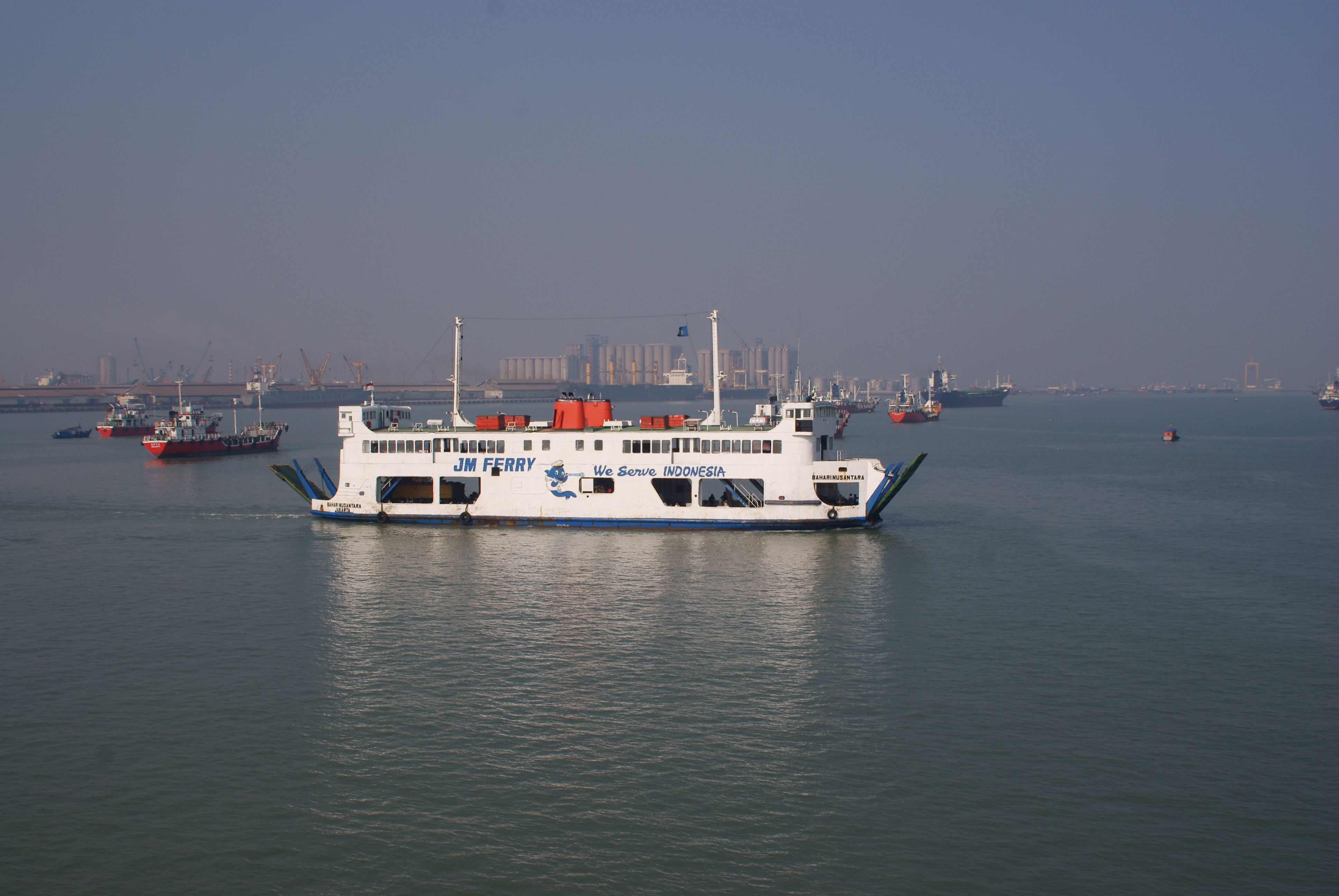
마두라 해협의 여객선

마두라 해협은 인도네시아 동자와주 자와섬과 마두라섬 사이의 해협으로 몇몇 섬들이 있다. 이 해협에는 양 섬을 잇는 수라마두 대교가 있다. 수라마두 교는 자바섬 측의 수라바야와 마두라섬에서 이름을 따온 사장교로서 2003년 8월 20일 착공하여 2009년 6월 10일 완공됐다. 그 길이는 5438m에 이른다.